# Kenan & Kel
Kenan i Kel és una sèrie de televisió estatunidenca que originalment va sortir a l'aire en Nickelodeon des de 1996 fins a 2000. Seixanta-dos episodis i una pel·lícula fetes per a la televisió que es van produir en quatre temporades. Les dues primeres temporades van ser filmades en Nickelodeon Studios a Orlando, Florida, i les següents temporades van ser filmades en el teatre Nick On Sunset a Hollywood.

## Argument
Kenan és un adolescent que viu a Chicago i que en el seu temps lliure treballa a la botiga d'aliments Rigby's com a ajudant i estudia a secundària. El seu millor amic és en Kel, un adolescent més prim, infantil, maldestre i que té profunda admiració per la suc de Taronja. En Kenan i Kel els encanten els Chicago Bulls. Junts causen molts problemes que es desenvolupen amb molt d'humor.
Aquesta és la història d'una parella de nois que valentament van a la recerca de les coses que tots els adolescents somien, però pocs s'atreveixen a seguir. Kenan creu que sempre pot aconseguir tot el que desitja per tal de tenir dues coses: el seu amic Kel i ¡el seu propi pla casolà! Malauradament, aquesta combinació normalment els fica en embolics a tots dos.

## Personatges
- Kenan Rockmore (Kenan Thompson): És el millor amic de Kel. Sempre se li ocorren coses noves, les quals sempre acaben en un problema. Treballa a Rigby's, Kenan, està enamorat de Sharla des de gairebé sempre, encara que quan la van contractar semblava com si només li impressionés per com es veu, ja que sense importar-li, en el seu primer dia, deixa a Sharla a la botiga totalment desinformada i sense saber que fer. Kenan és astut, amb plans inspirats en alguna cosa que va fer Kel (en la majoria dels casos), que sempre podrien resultar, però sempre acaben malament gràcies a Kel. L'irònic és que diverses vegades tenen algun "pla b" de reserva per poder salvar-se dels problemes, que són gairebé imminents, però com sempre són arruïnats per Kel. Kenan té personalitat sarcàstica. La seva frase més cèlebre és "PER QUÈ?".

- Kel Kimble (Kel Mitchell): És el millor amic de Kenan, adora la taronjada més que a res. És maldestre i infantil, el que fa que sembli burro, però en realitat té una gran intel·ligència, com va demostrar en uns test d'intel·ligència. Sempre és el causant dels problemes. És àgil i ràpid, ja que durant la sèrie fa moltes acrobàcies. Sempre colpeja a Roger d'alguna forma, raó per la qual Roger l'odia. Les ximpleries de Kel són tantes que sempre fiquen en Kenan hi ha ell en problemes. Encara que ell sap que és per culpa d'ell que tot surt malament, sempre culpa Kenan. La seva frase cèlebre és "OH ... JA HI SOM, !". Kel un bon cor, ho va demostrar quan es va fer ric amb un bitllet de loteria i li diu a Kenan "Compartirà la meva riquesa amb tu" i s'abracen. El seu nom complet només és revelat en el capítol de la graduació.

- Roger Rockmore (Ken Foree): És el pare de Kenan. Odia a en Kel perquè és molt maldestre i, especialment, i perquè amb el colpeja constantment. Sempre es mostra de mal humor, però en alguns moments no és tan autoritari, de fet, sembla com si ell i la seva filla Kira fossin els petits i la gran fora Sheryl. És calb i alt, la qual cosa li fa por a Kel, però això no el atura per enfotra-se'n d'ell en coses com la seva calvície etc. Coses com aquestes són les que s'enfaden a Roger, fins i tot una vegada el va fer fora de casa seva i li va dir que per sempre, i l'única raó per la qual el va deixar entrar a casa va ser perquè, perseguint Kel, es va donar un cop a el cap i va perdre la memòria (només durant el capítol). Però tot i que l'odia, el suporta per ser el millor amic de Kenan.

- Sheryl Rockmore (Teal Marchande): És la mare de Kenan, una dona amable i molt pacient amb Kel. Li agradava fer streaking (córrer nua) per la universitat. Ella va conèixer Roger a la universitat on van veure per primera vegada Casablanca i durant la qual es van conèixer. Tendeix a ser molt exigent amb Kenan.

- Kyra Rockmore (Vanessa Baden): És la germana petita de Kenan. S'estima en Kel més que a ningú. Molt tafanera, en molts episodis se la veu espiant a Kenan i Kel, i s'aprofita del que s'assabenta per fer-li xantatge. Encara que estima Kel, sap que és un ximple, encara que mai s'enfada o li crida. I, de fet, quan Kenan, o en alguns casos Roger, li fa alguna cosa a en Kel, ella el defensa.

- Chris Potter (Dan Frischman): És l'amo de Rigby's, i cap de Kenan i Sharla. Viu amb la seva mare i li fan por els conills. També col·lecciona vaques de porcellana. Chris mai va donar a conèixer a la seva mare però esmenta que pel que sembla és la seva única companya, en diversos retrats dels quadres de Chris sempre hi ha alguna cosa que obstrueix la figura del seu rostre. Mai no la va donar a conèixer, igual que els pares de Kel.
- Marc Cram (Biagio Messina): Veí i company de classe d'en Kenan i en Kel. Li agrada molt col·leccionar rellotges.
- Sharla Morrison (Alexis Fields): Companya de classe d'en Kenan i en Kel. En Chris la contracta perque treballi al Rigby's i ajudi a en Kenan.

## Capítols
01-El cotxe
02-Un cargol a la tonyina
03-Seguint els passos de Hemingway
04-Kelepatia
05-Iniciatives empresarials
06-El blues del jersei
07-Diamants per a en Roger
08-La guerra contra el refredat
09-Conflicte diplomàtic
10-Missatges secrets
11-Bones festes, Kenan
12-El concurs ja és al sac
13-El mapa del tresor
14-La mala fi de la Cabrioles
15-Pares adoptius
16-Pallassades
17-La loteria
18-Dependència
19-Ha nascut un artista
20-S'ha enfadat una estrella
21-Campana
22-Desterrat
23-La relliscada
24-Amor
25-El gall dindi
26-Adéu Kenan (1a part)
27-Adéu Kenan (2a part)
28-Atrapats a la reixa!
29-El Mofetador contra l'Home Arna
30-La rifa
31-Bruixeria
32-El lladre
33-Per molts anys Marc!
34-El test d'intel·ligència
35-L'atac dels desinsectadors
36-Sorpresa
37-La cacera de la rata
38-Atrapats en un congelador!
39-Tafaneria
40-Els vigilants
41-T'enrecordaràs, Kenan!
42-La limusina
43-El concurs
44-Fotografia
45-En Kel troba feina
46-Moda
47-El segrest del ximpanzé
48-Problemes amorosos
49-Poesia
50-En Kenan fa d'executiu
51-La lluna de mel
52-Els guardaespatlles
53-El carnet de conduir
54-Tres dones i un home
55-Nascut Kenan
56-Els graduats
57-Oh, ja hi tornem cap a Hollywood! (1a part)
58-Oh, ja hi tornem cap a Hollywood! (2a part)
59-El meu estimat germà
60-Futurama
61-Innocents
62-Recapitulació* 
63-El cavaller sense cap (1a part)
64-El cavaller sense cap (2a part)
65-El cavaller sense cap (3a part)
*No emès a TV3

## Convidats especials
| - Rondell Sheridan - Bob Eubanks - Tamia - Mona Lisa - Karan Ashley - Dr. Joyce Brothers - Nick Cannon - Britney Spears - David Alan Grier - Bill Bellamy - Dan Schneider - Hersha Parady - Ron Harper | - Linda Cardellini - Oliver Muirhead - Paul Vogt - Devon Alan - Downtown Julie Brown - Missy Doty - Kevin Shinick - Milton Berle - Johnny Brown - Whitman Mayo - Kim Fields - The Lady of Rage - Coolio (only opening theme) | - Josh Server - Eve Plumb - Shaquille O'Neal - Paul Parducci - Kurt Loder - Chris Edgerly - Cullen Douglas - Leland L. Jones - Claudette Roche - Kevin Kopelow - Chrystee Pharris - TJ Thyne - Amy Richards |